# 雷州市
雷州市是中国广东省湛江市下辖的一个县级市，位于广东省西南端的雷州半岛中部，两面临海。雷州市历史悠久，文化底蕴深厚，是广东省唯一一个县级的“国家历史文化名城”。雷州是中国民间文化艺术之乡、中国著名水产加工生产基地、中国橡胶种植和生产基地。市人民政府駐雷城街道 。
据明代黄佐《广东通志》载，公元前355年，楚子熊恽受命镇粤，至此开石城（今雷州市委党校附近），建楚豁楼，以表其界。这是雷州建城之始。

## 历史

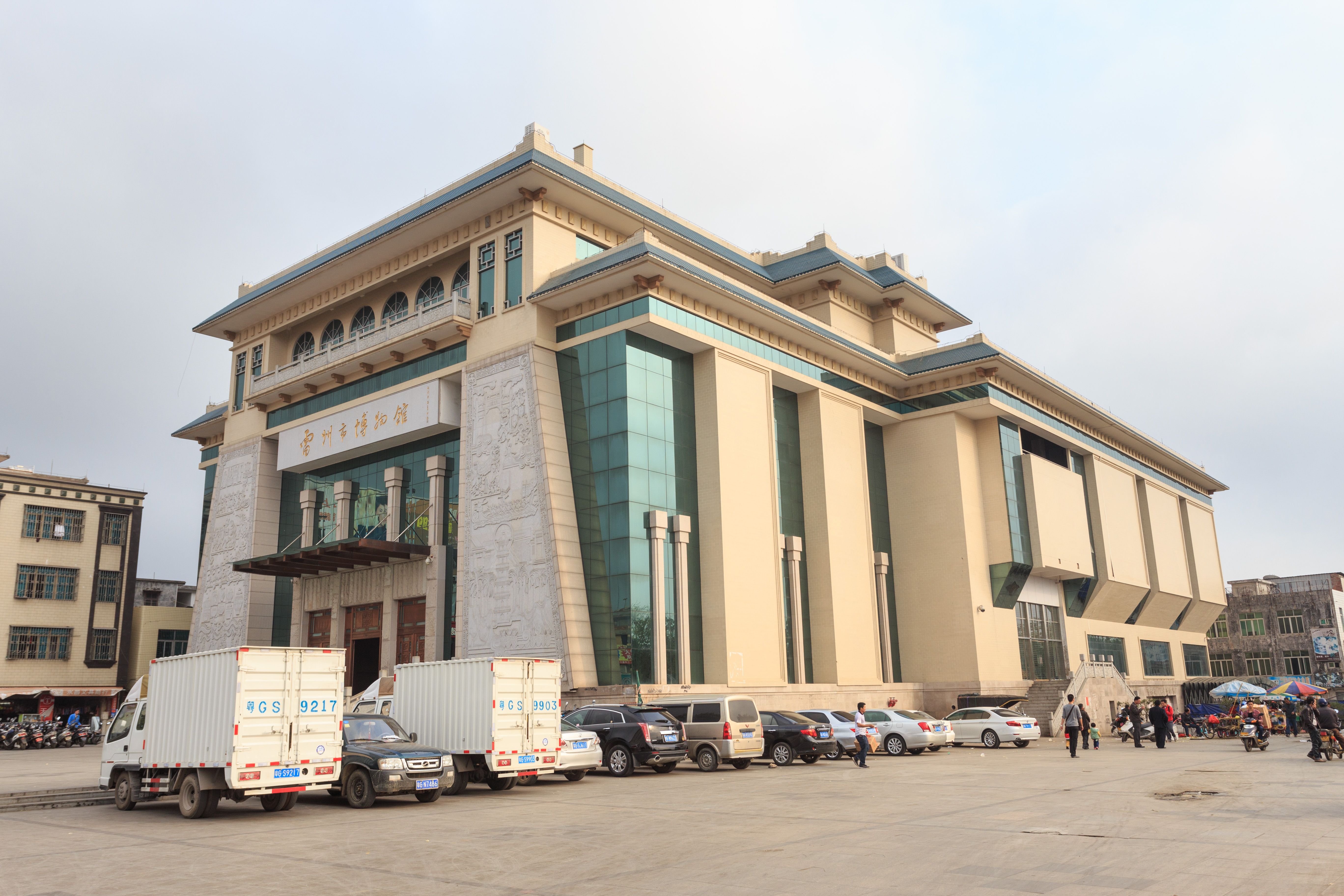
雷州市博物馆

雷州远在四五千年以前的新石器时代便有人类繁衍生息。
公元前355年，楚灭越之后，“楚子熊挥受命镇粤，至此开石城，建楼以表其界”。
西汉设徐闻县，县治在今雷州城。隋开皇九年（589）改置海康县。据《今县释名》：“县南、西皆濒海，本汉徐闻，隋改徐闻为隋康，析隋康地置县，因名海康。”
唐贞观八年（634年）改东合州为雷州，辖境约为今雷州半岛全境，海康县属之。
北宋开宝四年（971年）改雷州为雷州军，海康县属之。
元至元十七年（1280年）改为雷州路，海康县属之。
明洪武元年（1368年）为雷州府，海康县属之。清袭明制。
民国二年（1913年）废雷州府，海康县由广东省直辖。
后几经变迁，1961年恢复海康县建制。1994年4月26日，民政部批复（民行批[1994]64号）同意撤销海康县，设立雷州市，由地级湛江市代管。

## 地理

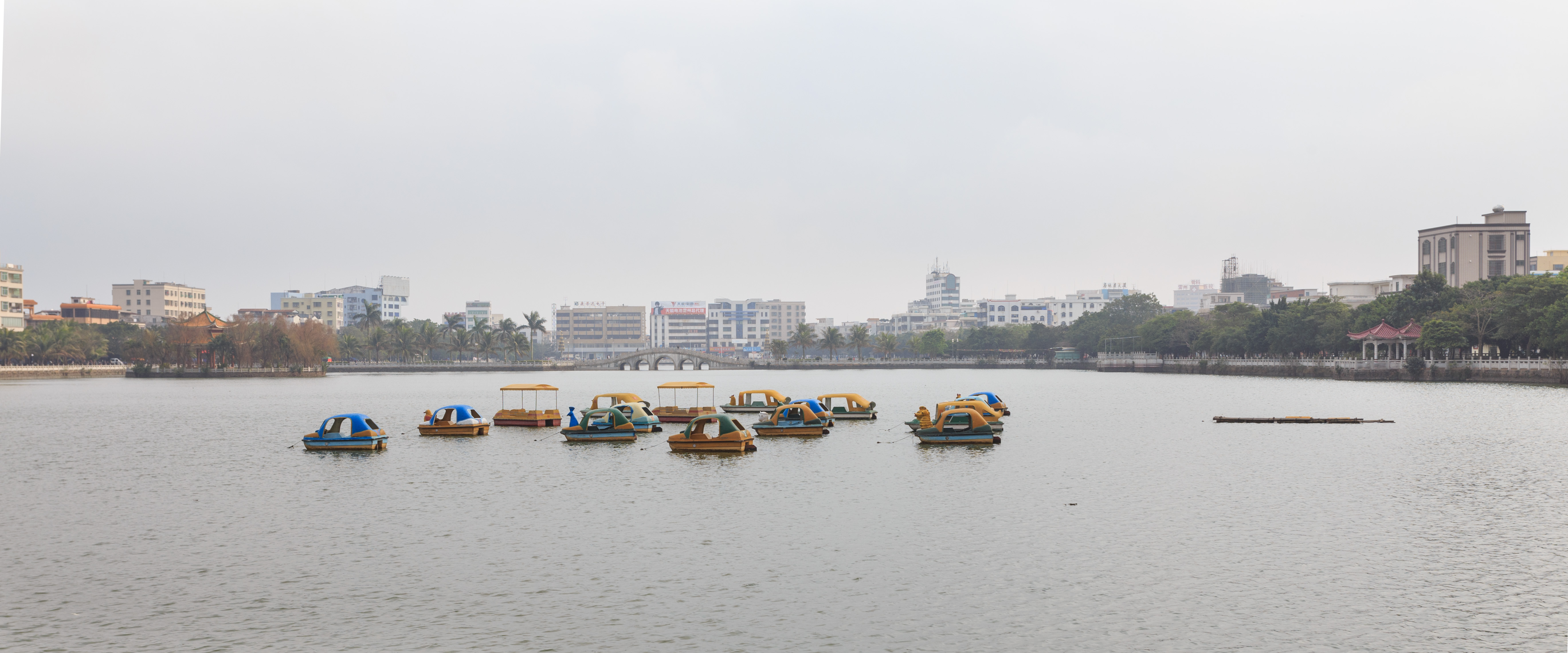
雷州西湖

雷州地理位置为东经109°44′－110°23′，北纬20°26′－21°11′，东濒雷州湾、南隔琼州海峡与国际旅游岛海南相望、西濒北部湾、北接湛江市。
雷州湾是雷州半岛最大的天然海湾，总面积约900平方公里；

### 气候
雷州属于热带海洋性气候。两面靠海，东为南海，西为北部湾。夏秋季节长且多台风雷暴雨，是世界第二雷区，年平均雷击天数两百多天，降水量1707毫米，平均气温23℃，历史最高气温38.5℃（1977年6月8日），最低气温0℃（1975年12月2日、29日），气温年较差明显。平均年降水量为1172毫米，相对出现干湿季。雨季6-9月，以南风为主。市内降水不匀，东、中、北部多雨，西、南部少雨。年平均湿度84%。
| 雷州(1981−2010)      | 雷州(1981−2010) | 雷州(1981−2010) | 雷州(1981−2010) | 雷州(1981−2010) | 雷州(1981−2010) | 雷州(1981−2010) | 雷州(1981−2010) | 雷州(1981−2010) | 雷州(1981−2010) | 雷州(1981−2010) | 雷州(1981−2010) | 雷州(1981−2010) | 雷州(1981−2010) |
| 月份                 | 1月             | 2月             | 3月             | 4月             | 5月             | 6月             | 7月             | 8月             | 9月             | 10月            | 11月            | 12月            | 全年            |
| -------------------- | --------------- | --------------- | --------------- | --------------- | --------------- | --------------- | --------------- | --------------- | --------------- | --------------- | --------------- | --------------- | --------------- |
| 历史最高温 °C（°F）  | 29.5 (85.1)     | 34.4 (93.9)     | 37.5 (99.5)     | 37.3 (99.1)     | 38.6 (101.5)    | 37.7 (99.9)     | 38.5 (101.3)    | 36.5 (97.7)     | 36.3 (97.3)     | 33.3 (91.9)     | 32.9 (91.2)     | 29.6 (85.3)     | 38.6 (101.5)    |
| 平均高温 °C（°F）    | 19.5 (67.1)     | 19.8 (67.6)     | 22.8 (73.0)     | 27.3 (81.1)     | 30.7 (87.3)     | 32.5 (90.5)     | 32.9 (91.2)     | 33.2 (91.8)     | 30.7 (87.3)     | 28.5 (83.3)     | 25.3 (77.5)     | 21.3 (70.3)     | 27.0 (80.7)     |
| 日均气温 °C（°F）    | 15.9 (60.6)     | 16.8 (62.2)     | 19.6 (67.3)     | 23.9 (75.0)     | 26.8 (80.2)     | 28.4 (83.1)     | 28.7 (83.7)     | 28.3 (82.9)     | 27 (81)         | 24.8 (76.6)     | 21.2 (70.2)     | 17.3 (63.1)     | 23.2 (73.8)     |
| 平均低温 °C（°F）    | 13.5 (56.3)     | 14.7 (58.5)     | 17.5 (63.5)     | 21.5 (70.7)     | 24.1 (75.4)     | 25.5 (77.9)     | 25.7 (78.3)     | 25.6 (78.1)     | 24.4 (75.9)     | 22.1 (71.8)     | 18.3 (64.9)     | 14.4 (57.9)     | 20.6 (69.1)     |
| 历史最低温 °C（°F）  | 4.7 (40.5)      | 3.7 (38.7)      | 4.8 (40.6)      | 10.8 (51.4)     | 15.6 (60.1)     | 20.1 (68.2)     | 21.8 (71.2)     | 21.6 (70.9)     | 17 (63)         | 12.3 (54.1)     | 6.6 (43.9)      | 2.4 (36.3)      | 2.4 (36.3)      |
| 平均降水量 mm（）    | 19 (0.7)        | 36 (1.4)        | 43.7 (1.72)     | 99.4 (3.91)     | 213 (8.4)       | 210.4 (8.28)    | 231.2 (9.10)    | 288.3 (11.35)   | 244.4 (9.62)    | 147.1 (5.79)    | 47.4 (1.87)     | 26.9 (1.06)     | 1,606.8 (63.2)  |
| 来源：中国气象数据网 |                 |                 |                 |                 |                 |                 |                 |                 |                 |                 |                 |                 |                 |

## 行政区划
雷州市下辖3个街道办事处、18个镇：
雷城街道、西湖街道、新城街道、白沙镇、沈塘镇、客路镇、杨家镇、唐家镇、企水镇、纪家镇、松竹镇、南兴镇、雷高镇、东里镇、调风镇、龙门镇、英利镇、北和镇、乌石镇、覃斗镇、附城镇和湛江奋勇高新技术产业开发区。

## 人口
2010年第六次全国人口普查，全市常住人口为1427664人。
2020年第七次全国人口普查普查，全市常住人口为1321091人。
2021年末，雷州市常住人口132.46万人，比上年末增加0.38万人，其中城镇常住人口42.69万人。

## 交通
- 公路： 207国道、 沈海高速、 东雷高速
- 铁路：粤海铁路
- 海港：雷州市位于雷州半岛中部，东西两面临海，海岸线长达406公里。海域宽广，港湾众多，有通明港、芙蓉港、北家港、河北港、双溪港、后郎港、雷州港、三吉港、烟楼港、月岭港、流沙港、那沃港、三教港、乌丸港、龙斗港、海康港、芙楼港、企水港等大小18个港口。其中乌石、企水、流沙三大渔港是广东的重点渔港之一。

## 经济
2018年全市生产总值达309.67亿元。

### 农业
雷州市地处亚热带，土地肥沃，以盛产水稻、糖蔗、花生、芒果、菠萝、香蕉、西瓜、蔬菜等农作物闻名于世。农业主产水稻、甘蔗、花生等，渔业则以对虾和珍珠养殖为主。
全市现有农作物212万亩，其中粮食92万亩，拥有22万亩连片的东西洋田素有“雷州粮仓”之称；水果92万亩，其中芒果6.4万亩，菠萝12万亩，西瓜10万亩，香蕉、杨桃、石榴等均以万亩计。可以常年种植青椒、苦瓜、青瓜等优质蔬菜33万亩，产品销往全国各地及港澳台等地。海水珍珠年产量占全国一半多。
雷州流沙镇被誉为珍珠第一村。雷州黄牛品种优良，是“雷州黄牛”的繁育地；林业种植发达，种植桉树林150万亩，是全国最大的桉树林基地之一。
两大天然渔场，即雷州湾渔场、北部湾渔场，总面积1990平方海里。海产极其丰富，品种繁多。常见的鱼类有521种， 主要是马鲛鱼、金鲳鱼、石斑鱼、鱿鱼、魣鱼、墨鱼、青鳞鱼、 鲨鱼、赤鱼、二长棘鲷、园腹鲱、蓝园魣、鲶鱼、鲱鲤、小公鱼、鲍鱼、金钱鱼、沙丁鱼、门鳝鱼等。

### 工业
2013年全市实现工业总产值114.98亿元。

## 语言
雷州方言俗称雷州话，雷州半岛本地人称之为黎话（勿與黎語混淆），原被認為是閩南語的方言，但由於與閩南語存在較大差異，今已被單獨劃出，認定為閩語琼雷话的直屬分支。分布于今雷州市、遂溪县、徐闻县及湛江市区，以及廉江市南部、坡头区西部、吴川市东北部等地，人口覆盖600多万。
雷州市區的雷城话是雷州方言的代表。
现出版有《雷州话注音字汇》、《雷州方言词典》和《雷州方言志》等著作。

## 风景名胜
雷州古代有雷阳八景：雷冈耸异（雷祖祠）、万顷连云（东西洋）、东海波恬（双溪口）、一龙烟绕（捍海大堤）、雁塔题名（三元塔）、西湖翠拥（雷州西湖）、七星拱秀（七星岭）、双髻梳妆（双髻岭）。
雷州的文物古迹甚多。东汉时，伏波将军马援南征交趾，在此屯驻，后人遂建伏波庙以纪念。雷州古时偏僻荒凉，地处天南，远离中原，多为朝廷流放谪戍罪臣之所。其中尤以宋代的寇准、苏轼、苏辙、秦观、李纲等十位最为著名，号称“十贤”，因而建有十贤祠和雷州西湖。还有雷祖祠、天宁寺、真武堂、三元塔等重要古迹和许多清代民居，也都保存较好。
- 全国重点文物保护单位：雷祖祠
- 广东省文物保护单位：三元启秀塔、唐氏墓群、莫氏宗祠、真武堂、医灵堂、超海宫、夏江天后宫石刻、陈瑸故居、南山石桥、水闸及天妃庙碑刻、雷祖古庙碑刻、伏波祠碑刻、天宁寺石刻

- 雷祖祠
- 三元塔
- 天宁寺
- 真武堂
- 伏波祠
- 医灵堂